# 駒ヶ根駅
もしかして
- 駒ケ根駅

ではありませんか？